# Tusionit
Tusionit ist ein sehr selten vorkommendes Mineral aus der Mineralklasse der „Borate“ mit der chemischen Zusammensetzung Mn2+Sn4+[BO3]2 und damit chemisch gesehen ein Mangan-Zinn-Borat.
Tusionit kristallisiert im trigonalen Kristallsystem und entwickelt dünntafelige Kristalle bis etwa 1,5 cm Größe mit glasähnlichem Glanz auf den Oberflächen, die meist zu rosettenförmigen Mineral-Aggregaten zusammentreten. Zudem findet er sich oft in Form von Einschlüssen in anderen Mineralen wie unter anderem Phenakit und Petalit.
In reiner Form ist Tusionit farblos und durchsichtig. Durch vielfache Lichtbrechung aufgrund von  Gitterbaufehlern oder polykristalliner Ausbildung kann er aber auch weiß erscheinen und durch Fremdbeimengungen eine honig- bis bräunlichgelbe Farbe annehmen, wobei die Transparenz entsprechend abnimmt.

## Etymologie und Geschichte
Erstmals entdeckt wurde Tusionit 1981 im Pamir-Gebirge, genauer im südwestlich liegenden Tusion-Tal in der tadschikischen Provinz Berg-Badachschan. Die Erstbeschreibung erfolgte 1983 durch S. I. Konovalenko, A. V. Voloshin, Ya. A. Pakhomovskiy, S. S. Anen'yev, G. A. Perlina, D. L. Rogachev und V. Y. Kuznetsov, die das Mineral nach dessen Typlokalität benannten.
Typmaterial des Minerals wird im Mineralogischen Museum der Staatlichen Universität Sankt Petersburg unter der Katalog-Nr. 17096 und im Bergbau-Museum der Staatlichen Bergbau-Universität Sankt Petersburg in Sankt Petersburg unter der Katalog-Nr. 1661/1 sowie im Mineralogischen Museum der Russischen Akademie der Wissenschaften in Moskau unter der Katalog-Nr. 82546 aufbewahrt.

## Klassifikation
Da der Tusionit erst 1982 entdeckt und als eigenständiges Mineral anerkannt wurde, ist er in der veralteten 8. Auflage der Mineralsystematik nach Strunz nicht verzeichnet. Einzig im zuletzt 2018 aktualisierten „Lapis-Mineralienverzeichnis“, das sich aus Rücksicht auf private Sammler und institutionelle Sammlungen noch nach der klassischen Systematik von Karl Hugo Strunz richtet, erhielt das Mineral die System-Nr. V/G.02-20. In der „Lapis-Systematik“ entspricht dies der Klasse der „Nitrate, Carbonate und Borate“ und dort der Abteilung „Inselborate“ (mit [BO3]3−-Inseln), wo Tusionit zusammen mit Nordenskiöldin eine eigenständige, aber unbenannte Gruppe bildet.
Die seit 2001 gültige und von der International Mineralogical Association (IMA) bis 2009 aktualisierte 9. Auflage der Strunz’schen Mineralsystematik ordnet den Tusionit in die Neu definierte Klasse der „Borate“ und dort in die Abteilung der „Monoborate“ ein. Diese ist weiter unterteilt nach der möglichen Anwesenheit zusätzlicher Anionen und der Kristallstruktur, so dass das Mineral entsprechend seiner Zusammensetzung und seinem Aufbau in der Unterabteilung „BO3 ohne zusätzliche Anionen; 1(Δ)“ zu finden ist, wo es ebenfalls zusammen mit Nordenskiöldin die „Nordenskiöldingruppe“ mit der System-Nr. 6.AA.15 bildet.
Die vorwiegend im englischen Sprachraum gebräuchliche Systematik der Minerale nach Dana ordnet den Tusionit wie die Lapis-Systematik in die gemeinsame Klasse der „Carbonate, Nitrate und Borate“ und dort in die Abteilung der „Wasserfreien Borate“ ein. Hier ist er ebenfalls zusammen mit Nordenskiöldin in der unbenannten Gruppe 24.03.03 innerhalb der Unterabteilung „Wasserfreie Borate mit (A)m(B)n[XO3]p“ zu finden.

## Chemismus
In der idealisierten Zusammensetzung Mn2+Sn4+[BO3]2 besteht Tusionit aus 18,86 % Mangan (Mn), 40,76 % Zinn (Sn), 7,42 % Bor (B) und 32,96 % Sauerstoff (O). Bei der Analyse natürlicher Tusionite aus dessen Typlokalität in Tadschikistan fanden sich jedoch zusätzlich geringe Fremdbeimengungen von Eisen und Calcium, die das Mangan zum Teil ersetzen können.

## Kristallstruktur
Tusionit kristallisiert trigonal in der Raumgruppe R3 (Raumgruppen-Nr. 148) mit den Gitterparametern a = 4,781 Å und c = 15,381 Å sowie drei Formeleinheiten pro Elementarzelle.

## Bildung und Fundorte
Tusionit bildet sich hydrothermal in der Spätphase mineralischer Ausfällungen und findet sich typischerweise in miarolitischen Hohlräumen granitischer Pegmatite.
An seiner Typlokalität in Tadschikistan fand sich Tusionit in den Gesteinsproben vom oberen Flusslauf des Tusion vergesellschaftet mit Albit, Danburit, Hambergit, Orthoklas, Quarz, Tetrawickmanit und Turmalin.
Weltweit sind bisher (Stand 2019) nur zwei weitere Fundorte bekannt. Namentlich sind dies die Gemeinde Řečice in der tschechischen Kraj Vysočina sowie die Phenakit-Grube bei Khetchel im Distrikt Kyaukme im Shan-Staat von Myanmar.